# Vegani a jelita
Minisérie Vegani a jelita, takto „teologicky, dieteticky a celospolečensky nekorektní“ komedie, je plod spolupráce herce Michala Isteníka, Jakuba Uličníka a Jonáše Vacka; jde o Isteníkův režisérský a scenáristický debut, přičemž debutant zde účinkuje.
Vysílací práva koupila TV Nova a od 16. prosince 2021 premiérově uvedla placená platforma Voyo. Televizní premiéra seriálu probíhala od 8. června 2022 na stanici Nova Fun.

## O seriálu
Ústřední dvojicí (anti)hrdinů tvoří Martin a Luděk, kamarádi z dětství; věkově se oba nacházejí na správné straně čtyřicítky a žijí v Brně. Martin je inteligentní, leč fakticky nic neumí a jen díky manželčině majetku provozuje trendy lukrativní prodejnu se zdravou výživou; obchůdek je pro něj zdrojem nenávisti „až na dřeň“. Luděk má schopnosti, moc i sociální kapitál, aniž však o něm lidé vědí.

## Obsazení
| Michal Isteník      | Martin |
| Jakub Uličník       | Luděk  |
| Lucie Bergerová     |        |
| Petra Lorencová     |        |
| Marek Hurák         |        |
| Jan Hilfed Dvořáček |        |
| Jaroslav Záděra     |        |
| Agáta Kryštůfková   |        |
| Lukáš Hejlík        |        |
| Bolek Polívka       |        |
| Jiří Dvořák         |        |
| Vojtěch Dyk         |        |
| Michal Čoudek       |        |
| Zdeněk Junák        |        |
| Hana Holišová       |        |

## Seznam dílů
1. Láska a daně
2. Pravidlo čtyř vteřin
3. Kdo se bojí
4. Cítím
5. Srovnat si to
6. Sbohem a páreček